# افسانه نجم‌آبادی
افسانه نجم‌آبادی (زاده ۸ دی ۱۳۲۵) نویسنده، پژوهشگر و استاد مطالعات زنان، جنسیت و تاریخ (به ویژه مطالعات تاریخی در قرن نوزدهم میلادی در ایران) در دانشگاه هاروارد است.

## دیدگاه سیاسی
ژوزف مَسعد، استاد اندیشه و تاریخ عرب در دانشگاه کلمبیا در کتابش با عنوان «اسلام در لیبرالیسم»، نجم‌آبادی را چپ‌گرای سابقی می‌خواند که «پیش از وقایع یازدهم سپتامبر به جناح راست و طرفدار امپریالیسم» گرویده است. نجم‌آبادی از طرفداران حمله‌ی امریکا به عراق در جریان جنگ خلیج فارس بود. او در یادداشتی به شدت به ادوارد سعید برای مخالفتش با حمله به عراق تاخت و آرای وی را «معادلی بلاغی برای قتل سیاسی» خواند.